# دار التبليغ
دار التبليغ هي حوزة شيعية في قم. تأسست في منتصف ستينيات القرن العشرين على يد آية الله العظمى محمد كاظم شريعتمداري، وسرعان ما برزت كواحدة من أكثر الحوزة العلمية شعبيةً لدى الطلاب الإيرانيين والأجانب، مع وجود دار نشر غزيرة الإنتاج.
وفي عام 1973م افتتحت دار التبليغ قسمًا نسائيًّا أُطلق عليه اسم دار الزهراء، والذي بلغ عدد طالباته في عام 1975م 150 طالبة، وكان يقوم بالتدريس فيه مدرسين من الذكور من وراء الستار، بهدف إنشاء جيل من النساء المجتهدات ليأخذوا دور التعليم لاحقًا.
ومع تفاقم الخلاف بين محمد كاظم شريعتمداري وخميني، أُغلقَت المدرسة الدينية ووُضع شريعتمداري تحت الإقامة الجبرية.